# 大内村 (栃木県那須郡)
大内村（おおうちむら）は栃木県の東部、那須郡に属していた村である。

## 地理
- 河川：那珂川、大内川、盛谷川

## 歴史
- 1889年（明治22年）4月1日 町村制施行により、大内村、谷川村、盛泉村、大那地村が合併し那須郡大内村が成立する。
- 1954年（昭和29年）7月1日 馬頭町、武茂村、大山田村と合併し馬頭町を新設する。

## 行政
- 大内村長

| 代 | 氏名       | 就任                       | 退任                       | 備考 |
| -- | ---------- | -------------------------- | -------------------------- | ---- |
| 1  | 岡斧四郎   | 1889年（明治22年）5月24日  | 1893年（明治26年）8月31日  |      |
| 2  | 河野鉄太郎 | 1893年（明治26年）9月28日  | 1896年（明治29年）10月16日 |      |
| 3  | 大島国雄   | 1896年（明治29年）10月21日 | 1897年（明治30年）10月21日 |      |
| 4  | 藤田克美   | 1898年（明治31年）9月5日   | 1900年（明治33年）10月29日 |      |
| 5  | 内田初吉   | 1900年（明治33年）12月7日  | 1904年（明治37年）12月26日 |      |
| 6  | 岡田政之   | 1905年（明治38年）4月12日  | 1907年（明治40年）3月18日  |      |
| 7  | 大金菊之助 | 1907年（明治40年）4月5日   | 1908年（明治41年）3月1日   |      |
| 8  | 星新太郎   | 1908年（明治41年）3月23日  | 1912年（明治45年）3月22日  |      |
| 9  | 岡田政之   | 1912年（明治45年）4月4日   | 1918年（大正7年）10月1日   |      |
| 10 | 内田初吉   | 1918年（大正7年）10月23日  | 1921年（大正10年）12月10日 |      |
| 11 | 佐藤祐吉   | 1921年（大正10年）12月26日 | 1925年（大正14年）12月25日 |      |
| 12 | 大森導     | 1926年（大正15年）2月3日   | 1927年（昭和2年）6月30日   |      |
| 13 | 岡田政之   | 1927年（昭和2年）11月17日  | 1928年（昭和3年）11月14日  |      |
| 14 | 小高正清   | 1929年（昭和4年）7月24日   | 1937年（昭和12年）12月21日 |      |
| 15 | 益子倉五郎 | 1938年（昭和13年）1月4日   | 1941年（昭和16年）12月23日 |      |
| 16 | 長谷川忠義 | 1941年（昭和16年）12月30日 | 1946年（昭和21年）12月16日 |      |
| 17 | 岡繁雄     | 1947年（昭和22年）4月5日   | 1951年（昭和26年）4月4日   |      |
| 18 | 岡繁雄     | 1951年（昭和26年）4月23日  | 1954年（昭和29年）6月30日  |      |

- 出典:『栃木県町村合併誌 第二巻』, p. 222